# 文彩
文彩（穆麟德轉寫：Uksun Wentsʽai；1802年12月16日—1860年8月28日，嘉慶七年十一月二十二日亥時－咸豐十年七月十二日未時），字號不詳，鑲白旗滿洲人，遠支宗室鑲白旗第二族，奕字輩，清朝政治人物。諡安恪。

## 生平
嘉慶二十三年（1818年）中式戊寅恩科繙譯鄉試繙譯舉人。
嘉慶二十四年（1819年）乙卯恩科繙譯進士。授額外主事，籤分工部學習行走。
道光二年（1822年）奏留工部。
九年（1829年）實授工部主事。
十年（1830年）因俸次將升，仍奏留工部。
十四年（1834年）擢補工部員外郎。
十七年（1837年）京察一等。
十九年（1839年）調補戶部銀庫員外郎。八月，因病呈請辭任開缺。
二十一年（1841年）八月病癒，由宗人府具奏，奉旨在工部行走，以員外郎候補。
二十二年（1842年）十一月，實補工部員外郎。
二十三年（1843年）署理戶部銀庫員外郎。三月，調任戶部銀庫員外郎，同月因盤查庫項虧短案內革職，應罰賠銀兩於期限內全數完繳。十二月，奉旨仍以員外郎補用。
二十四年（1844年）二月，由工部奏留候補員外郎。三月，由宗人府具奏奉旨補授工部員外郎。
二十五年（1845年）經崇文門監督穆彰阿奏派委員。
二十七年（1847年）經崇文門監督特登額奏派委員。
二十九年（1849年）京察一等，奉旨記名以應升之缺升用。
三十年（1850年）三月十三日，受大學士穆彰阿保奏，奉旨：「工部員外郎宗室文彩著以五品京堂候補，該部遇缺題奏，欽此。」
咸豐元年（1851年）三月，宗人府具奏請示是否按宗人府京察條例過選缺理事官、宗室郎中升用，奉硃批：「文彩著仍在工部員外郎上行走等因，欽此。」
二年（1852年）三月初二日，因清宣宗成皇帝奉安禮成，文彩辦事出力，奉旨：「文彩著以四品京堂候補，仍在工部員外郎上行走，欽此。」十月初四日，奉旨補授內閣侍讀學士，仍暫留工部承辦孝和睿皇后靈柩奉安事宜。
三年（1853年）三月初三日，因孝和睿皇后梓宮奉安禮成，咸豐帝認為文彩辦理一切「悉臻妥協」，硃筆：「文彩著賞戴花翎，現有通政使司通政使一缺即著文彩補授，欽此。」四月，受任辦理孝德顯皇后神牌升祔奉先殿典禮。九月，前往直隸涿州辦理糧臺。十二月初六日，遷都察院左副都御史；同月因捐獻籌備軍餉，下吏部從優議敘。
四年（1854年）三月，受命辦理採買米石事宜。十月二十一日，授總督倉場戶部右侍郎。以轉運新漕應製口袋、修造撥船等事項奏請借款籌辦，咸豐帝允准。十二月，偕同李菡奏請四閘水運費用長支抗價，仍照舊額三釐支給。
五年（1855年）一月，偕同李菡奏報漕務需用經費緊急，請求准許籌撥戶部庫銀四萬兩。二月，偕同李菡奏請江蘇、浙江兩省經紀起運漕糧箇兒銀仍照海運例舊額每百石貳兩七錢發給；同月以出力辦理糧臺，下部從優議敘。六月，奉天、直隸、山東等省沿海洋面有盜匪肆掠，文彩擔憂妨礙新漕，奏請：「飭江、浙督撫集紳董、稅行妥議，令商船雇勇護送，由該商等公舉熟習情形公正紳士數人管理募勇經費。漕竣無誤，由該督撫保獎。」得旨，妥為籌議。七月十五日，欽派辦理孝靜成皇后喪儀，倉場侍郎由阿彥達署理。九月初五日，遷都察院左都御史，管理鐵錢局事務。十一月，賜在紫禁城內騎馬。十二月，以鐵錢局百爐告成，下部議敘，隨即兼授鑲白旗漢軍都統。
六年（1856年）正月，管理鑲白旗漢軍新舊營房事務，並以左都御史稽查城內七倉事務。三月，以左都御史兼署戶部尚書，隨即出差通州。九月，兼充鑲白旗宗室總族長。十一月，充總管內務府大臣。十二月，兼署鑲白旗蒙古都統。自咸豐四年至六年多次驗收海運米石，下吏部優敘。
七年（1857年）正月，稽查左翼宗學；同月十五日，遷工部尚書，仍兼署鑲白旗蒙古都統。二月，以總管內務府大臣管理清漪園造辦處事務。六月二十六日，兼授步軍營步軍統領，管理火藥局事務。九月，查明八旗步甲空額，並酌議章程，奏言：「八旗步甲計二萬三千一百二十一缺，除歸併技勇兵，並添設皇城內協尉等官占用各缺，及遠近長差之外，實剩九千餘缺，分布八旗地面、堆撥柵欄當差。此項多係招募民人充補，挑補特只取佐領圖片，其實旗、民兩無可考，出缺隱匿不報，非若正身、另戶步甲有旗分、佐領及戶口冊檔可查。擬請於步甲內抽出二千二百缺，改為二兩步甲二千四百缺，專以八旗閑散挑補，每旗滿洲一百五十名、蒙古六十名、漢軍九十名，俟二兩正身步甲並另戶步甲挑補足額後，始以招募民人充補。如此變通辦理既可以杜雇替空額之弊，而於旗人生計亦有裨益。」全部依文彩提議實施。
八年（1858年）正月，受命查辦海運。三月，英法聯軍之役，以欽差大臣工部尚書赴天津海口察看砲臺工事與漕運情形；四月，奏陳天津府兵勇難以作戰，請求調動京師兵力與火砲到天津備戰四月二十一日，免兼步軍統領。隨後英軍擄走沙船、搶走漕米，上諭文彩相機運送米石；五月，英國軍艦佔據三岔河口，剝船無法北上，咸豐帝仍令漕船由海道駛赴天津，文彩提議將尚未撥運之米二萬石暫時運至白溝河寄囤，等夷務完結再起運；同月以總管內務府大臣管理寧壽宮、武英殿事務。八月，充任驗收海運米石大臣，驗收完竣後下吏部優敘。九月，署理戶部尚書，兼署鑲白旗漢軍都統，充任戊午科繙譯鄉試閱卷官。十二月，充經筵講官。
十年（1860年）正月，仍充經筵講官。閏三月，武英殿郎中寶齡等承辦紙張價值，擬請變通，文彩因管理武英殿事務而未加詳察，遭部議處降調，咸豐帝加恩改為革職留任。六月十三日，因病奏請免職開缺。七月十二日卒，年五十九歲。上諭：「工部尚書文彩，由部曹洊躋卿貳，擢至正卿，勤慎辦公，克盡厥職。前因患病，賞假開缺調理，方冀就痊，仍資倚畀，茲聞溘逝，悼惜殊深，著加恩照尚書例賜卹，任內一切處分悉予開復。應得卹典，該衙門查例具奏。」給與全葬銀一次、致祭銀，派遣官員致祭，諡安恪。

## 家庭及關聯
- 五世祖：裕憲親王福全（1653年－1703年），清世祖章皇帝第二子，封和碩裕親王，授撫遠大將軍。
- 高祖父：悼親王保綬（1684年－1706年），福全第五子，封輔國公品級，追封和碩親王，諡悼。
- 曾祖父：裕莊親王廣祿（1706年－1785年），保綬第三子，襲封和碩裕親王，官至宗人府宗令、鑲藍旗漢軍都統。
- 祖父：裕僖郡王亮煥（1740年－1808年），廣祿第十二子，襲封多羅裕郡王，官侍衛班領。

- 父：輔國將軍恆畧（1777年－1807年），亮煥第四子，封一等輔國將軍，授官三等侍衛。
- 母：霍氏，恆畧側室，霍良之女。

- 文彩排行第一，有二弟：
  - 文彭（1804年－1857年），嘉慶十四年十二月過繼予族伯輔國將軍恆多為嗣，閑散。
  - 奉國將軍文徵（1805年－1841年），襲封一等奉國將軍，授官佐領。

### 妻妾
- 正室：佟佳氏，尚書色克精額之女。
- 側室：方氏，方惠之女。

### 子女
有三子。
- 長子：宗室祥華（1839年－1891年），嫡母佟佳氏出，閑散，無嗣。
- 次子：宗室祥然（1855年－1889年），庶母方氏出，官整儀尉，無嗣。
- 三子：宗室祥焯（1859年－？年），庶母方氏出，官四等侍衛。